# Carpe jugulum
Pour les articles homonymes, voir Carpe.
Carpe jugulum est le vingt-quatrième livre des Annales du Disque-monde de l'écrivain anglais Terry Pratchett.
L'œuvre originale fut publiée en 1998 sous le même titre. La traduction française est de Patrick Couton.
Dans cet opus, une famille de vampires tente de prendre le pouvoir dans le royaume de Lancre.
Magrat est maman d'une petite "Esméralda Margaret Attention Orthographe", Agnès est amoureuse, Mémé doit mourir et la famille de vampires s'est immunisée contre les habituelles eaux bénites et autres signes religieux qui auraient permis de la neutraliser...
Voilà qui promet bien des réjouissances au royaume de Lancre.

## Thèmes
- Vampire
- Sorcière
- Schizophrénie
- Foi

## Personnages
- Mémé Ciredutemps
- Nounou Ogg
- Les Nac mac Feegle